# Sixto López
Sixto López fue un escultor español de finales del siglo XVIII.
Natural de la ciudad aragonesa de Zaragoza, un bajorrelieve suyo que representaba al Mercurio del Herculano obtuvo en 1797 el primer premio de la Real Academia de Nobles y Bellas Artes de San Luis y pasó a figurar en el museo provincial, sito en aquella capital.